# モンマスの反乱

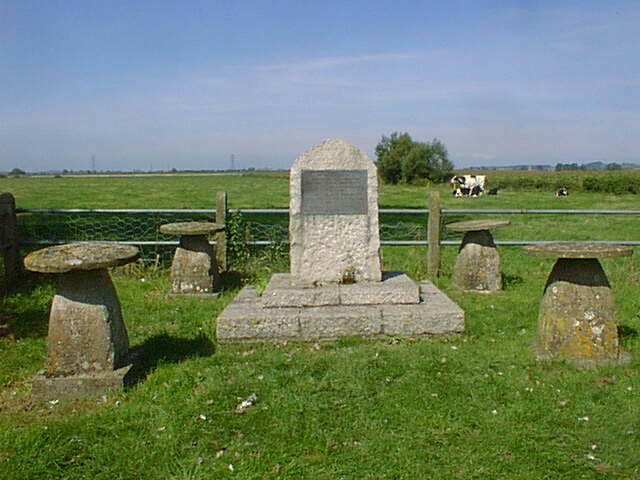
セッジムーアに残る戦場碑

モンマスの反乱（Monmouth Rebellion）とは、1685年6月21日（イングランドで使用されている旧暦では6月11日）にイングランド・スコットランド・アイルランド王に即位したジェームズ2世に対して、甥で先代国王チャールズ2世の庶子のモンマス公兼バクルー公ジェームズ・スコットが自らの継承権を主張して起こした反乱である。

## 経過

### 王位継承問題
チャールズ2世には大勢の庶子がいたが嫡子がいないため、弟のヨーク公ジェームズが後継者となっていたが、ジェームズはカトリック教徒だったためプロテスタント（イングランド国教会）が主流の国民と政治家には不評で、次期国王をプロテスタントにしたい一派はチャールズ2世の庶子であるモンマス公ジェームズ・スコットを推していた。このため、王位継承問題はモンマス賛成派（後のホイッグ党）と反対派（後のトーリー党）に分かれて政争が繰り広げられ、その煽りでカトリック陰謀事件、ライハウス陰謀事件などが引き起こされ、ヨーク公ジェームズの継承権を否定する王位排除法案がホイッグ党から議会へ提出されるまでになった。
チャールズ2世は一貫してジェームズを支持しており、カトリック排除に取り付かれた国民からジェームズを守るためスコットランドへ避難させる一方、ホイッグ党と組んで次の王位を狙うモンマスに対しては官職を取り上げたり国外追放にして処断、議会を解散して王位排除法案の成立を阻止した。また、ホイッグ党の支持基盤である自治都市をトーリー党に変えて、ホイッグ党指導者層をライハウス陰謀事件加担の罪で処刑、1682年にジェームズをイングランドへ帰国させてジェームズが安全に即位出来る状況を整えた。しかし、モンマスはオランダに亡命していたとはいえ健在で、従弟に当たるオランダ総督ウィレム3世（後のウィリアム3世）とメアリー（後のメアリー2世）夫妻に迎えられ復権の機会を伺っていた。
1685年2月6日にチャールズ2世が亡くなると王位はジェームズに渡り、イングランド・スコットランド・アイルランド王ジェームズ2世として即位した。4月23日に戴冠式も行われ5月19日にトーリー党多数の議会が開催された。一方のモンマスは5月24日にオランダのテセル島から3隻の小型船に300人の兵を乗せて出航、6月11日にイングランド南部のドーセットの港ライム・リージス（ライム・レジス）に上陸してジェームズへの宣戦布告を発し、ジェームズ2世も13日にライム・リージスから首都ロンドンに到着した使者の連絡を受けて鎮圧軍を出動させた。ウィレム3世もジェームズ2世への協力を約束、オランダ軍の一部をイングランドへ送った。
国王軍の主な将軍はジョン・チャーチルとフェヴァシャム伯ルイス・ド・デュラスで、チャーチルはライム・リージスから東のブリッドポートで軍を編成、モンマスを追跡した。一方、司令官に任命されたフェヴァシャムは北東から進軍していった。

### 反乱軍と国王軍の攻防

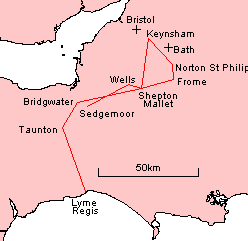
モンマス軍の進路

モンマスの計画は、西部で支持者を集めながら北上して勢力を広げる方針だった。スコットランド貴族のアーガイル伯アーチボルド・キャンベルはモンマスの計画に加わり先にオランダから出航、5月6日にスコットランド北のオークニー諸島に上陸して南下していった。グレイ男爵フォード・グレイとスコットランドの聖職者ロバート・ファーガソンも反乱に加担、グレイは反乱軍の騎兵隊長となり、ファーガソンはモンマスの国王宣言を起草して反乱の大義名分を掲げた。
反乱軍は北上してサマセットへ向かい、アルベマール公クリストファー・マンクは迎撃に向かったが15日に戦わず撤退、モンマスは無傷で18日にサマセットのトーントンに到着して国王と宣言、6000人の農民が合流していった。しかし、スコットランドのアーガイルは味方に逃げられ戦力を失い、モンマスの国王宣言と同じ日に政府側に捕えられたためスコットランドからの援軍は空中分解してしまった。
北上してからはチャーチルが追撃して来たため進軍が遅れたが、モンマスは北へ進軍して21日にブリッジウォーターに、翌22日にグラストンベリーに、23日にはシェプトン・マレットを通過してブリストルへ向かい、24日にブリストル近郊のケインシャム付近で野営してブリストルに迫った。しかし、ブリストルは既にボーフォート公ヘンリー・サマセットとフェヴァシャム率いる国王軍に占拠されていたため反乱軍は南へ退去、バースも国王軍に制圧されたためウィルトシャーへ南進、27日にノートン・セントフィリップまで来た所でモンマスの異母弟のグラフトン公ヘンリー・フィッツロイの攻撃を受けたため翌28日に更に南のフロームまで後退した。
長引くにつれ状況は反乱軍不利に傾き、イングランド海軍はモンマスの船を捕獲して退路を遮断、陸軍のフェヴァシャムはチャーチルと合流してモンマスに接近、スコットランドの反乱失敗がイングランドに知らされると反乱軍の士気が低下して追い詰められていった。モンマスは7月3日にブリッジウォーターへ引き返し、国王軍が5日に南東のセッジムーアに対陣すると翌6日に夜襲を敢行した（セッジムーアの戦い）。
この戦いは夜襲がうまくいかなかったことと、チャーチルの陣頭指揮で国王軍が夜襲から早く体勢を立て直したこと、訓練されていない農民兵と国王軍とでは戦力に差があったため、勝負は国王軍の勝利に終わりモンマスは戦場から逃走した。反乱軍は4000人に減っていたが、敗北と国王軍の追撃で討たれたり降伏する兵が続出して四散、国王軍は戦後モンマスと残党の捜索にあたった。任務を受けた国王軍の部将リチャード・ラムリーはグレイを翌7日未明に捕らえ、モンマスも8日に排水溝に隠れていた所を逮捕された。

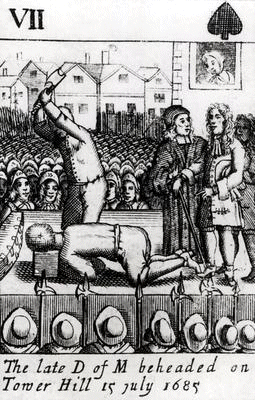
モンマスの処刑

ロンドンに出頭したモンマスはジェームズ2世に必死に助命嘆願したが叶わず、6月13日に私権剥奪法が議会で可決されていたため裁判もなく死刑と決まり、15日にロンドン塔で断頭刑にされジャック・ケッチにより処刑された。刑執行の直前、モンマスは「手際よく斬ってくれ」という意味でジャックにチップを手渡したが、受け取ったジャックはかえって緊張してしまい、斬首の斧を振り下ろす手元が狂って何度も斬り損ねたという。アーガイルは6月30日にエディンバラで処刑されていて、ファーガソンはオランダへ逃亡、首謀者がいなくなりモンマスの反乱は終結した。

### 戦後処理
ジェームズ2世はモンマスの処刑を済ませた後、反乱に加わった残党の裁判を側近の首席裁判官ジョージ・ジェフリーズに任せた。ジェフリーズは容赦無く厳罰に処し300人以上を死刑、800人を奴隷として西インド諸島のバルバドス・ジャマイカなどに流刑とした。ジェフリーズは裁判後大法官に昇進、この裁判は後に血の巡回裁判と呼ばれた。
一方、フェヴァシャムにはガーター勲章が送られチャーチルも少将に昇進したが、セッジムーアの戦いでフェヴァシャムが軍事行動を遅らせ、チャーチルが代わりに指揮を執って鎮圧に貢献したためフェヴァシャムへの恩賞に疑問も多く、チャーチルは論功行賞でジェームズ2世に不信感を抱くようになり、バッキンガム公ジョージ・ヴィリアーズは喜劇『セッジムーアの戦い』を書いてフェヴァシャムを「ベッドの中で戦いに勝った」と皮肉をこめている。
モンマスの爵位は全て没収されたが、妻アン・スコットはモンマスに加担せず子供達と共にロンドンへ向かい、ジェームズ2世に忠誠を誓ったため処罰は免れ、アン自身が帯びていたスコットランド貴族のバクルー公位をモンマスとアンの子孫に継承させることが決定された。一方でアーガイルも爵位を没収され、息子のアーチボルド・キャンベルは爵位を継げず逼塞した。
ジェームズ2世は戦後は防衛のため民兵より常備軍を重視、常備軍の拡大と宗教の寛容を政策に掲げるが、カトリックの士官登用と国教徒の排除は議会の反発を買い対立が深まり、1688年の名誉革命の遠因となった。名誉革命の最中ジェフリーズは逃亡しようとして失敗、ロンドン塔に投獄され翌1689年に獄死した。フェヴァシャムも対応の誤りでウィレム3世の不興を買い、一時拘束した後解放されたが、軍に復帰出来ないまま亡くなった。一方のチャーチルはウィレム3世に寝返り軍の中枢に入り、キャンベルもスコットランドでウィレム3世支持を表明したため元の地位を取り戻した。グレイとファーガソンも名誉革命でオランダ側に就いて復帰した。
モンマスは現地募集で自分の支持を当てにしていたが、即位直後のジェームズ2世は議会から支持されていたためその効果は期待出来ず、ホイッグ党が弱体化していた状態では王位奪取は不可能であった。後にウィレム3世は貴族の招聘によりイングランドへ出航したが、モンマスの時とは違いジェームズ2世が周囲から見放されていたため、イングランド貴族はオランダ軍に寝返り名誉革命は成就した。